# Oh! Darling
"Oh! Darling" é uma canção dos Beatles composta por Paul McCartney, creditada à dupla Lennon-McCartney, e lançada no álbum Abbey Road de 1969. A gravação teve início no dia 20 de abril de 1969 e foi concluída em 11 de agosto de 1969.

## Histórico
Paul McCartney desejava criar uma balada de rock'n'roll "anos 50". Deveria ser algo semelhante aos vocais de "Kansas City" e "Long Tall Sally" e parecido, segundo depoimento posterior dele, à voz de alguém que estivesse há uma semana cantando ao vivo. Para gravar o vocal dessa canção ele foi durante alguns dias de madrugada aos estúdios Abbey Road, quando não havia outro beatle por lá, até conseguir o efeito que queria em sua voz. Ele acreditava que as primeiras horas do dia eram melhores para um canto alto, forte e agudo.

## Letra
É uma canção de amor. Nela o cantor pede à amada que acredite nele, não o abandone pois nunca lhe fará mal ("Oh! Darling, please believe me, I'll never do you no harm"). Quando há algum tempo ela disse que não precisava mais dele, ele quase se acabou ("When you told me, you didn't need me anymore...I nearly broke down and cried"). Portanto, caso o deixe, ele nunca conseguirá sozinho ("Oh! Darling, if you leave me, I'll never make it alone").

## Versão dos Beatles
A versão dos Beatles não foi lançada como single, mas, mesmo assim, é uma das músicas mais conhecidas da banda.

### Gravação
A gravação teve início no dia 20 de abril com 26 tomadas. Neste dia, fora o vocal de McCartney, a participação dos outros beatles foi completada. Para gravar o vocal McCartney realizou sessões nos dias 17, 18, 22 e 23 de julho. A gravação de 23 de julho foi a que agradou a McCartney. Mais alguns ajustes e "overdubs" foram realizados no dia 8 de agosto e no dia 11 de agosto a gravação estava concluída.
No CD Anthology 3 há uma gravação de um ensaio desta canção realizada no dia 27 de janeiro de 1969. Esta música estava nos planos de fazer parte do frustrado projeto "Get Back". Neste ensaio, Billy Preston participa tocando piano.

### Músicos
- Paul McCartney: vocal principal e de apoio, piano
- John Lennon: vocal de apoio, guitarra
- George Harrison: vocal de apoio, baixo
- Ringo Starr: bateria
- Billy Preston: sintetizador (na versão do Anthology 3)[7]

## Versão de Robin Gibb
Em 1978, Robin Gibb, vocalista dos Bee Gees, participou de um filme-tributo aos Beatles chamado Sgt. Pepper's Lonely Hearts Club Band. O filme foi um fracasso nas bilheterias, mas a trilha sonora fez sucesso, traz alguns dos cantores mais famosos de então, como os Bee Gees, Aerosmith, Earth, Wind & Fire e Peter Frampton, sendo considerada um item colecionável.
O filme, que é um musical, traz Robin cantando "Oh! Darling". Sua versão foi lançada como single em julho de 1978 e alcançou a 15ª posição nas paradas norte-americanas em setembro de 1978.

### Faixas
Todas as faixas escritas e compostas por Lennon/McCartney. 
| 7" (RSO 2090 317 ou RS 907) |                                                                   |         |  |
| N.º                         | Título                                                            | Duração |  |
| 1.                          | "Oh! Darling"                                                     | 3:29    |  |
| 2.                          | "She's Leaving Home" (com Bee Gees, Jay MacIntosh e John Wheeler) | 2:40    |  |
| Duração total:              | Duração total:                                                    | 6:09    |  |

### Posições nas Paradas
| Parada         | Posição |
| -------------- | ------- |
| Canadá         | 16      |
| Estados Unidos | 15      |
| Países Baixos  | 40      |